# 충상단층

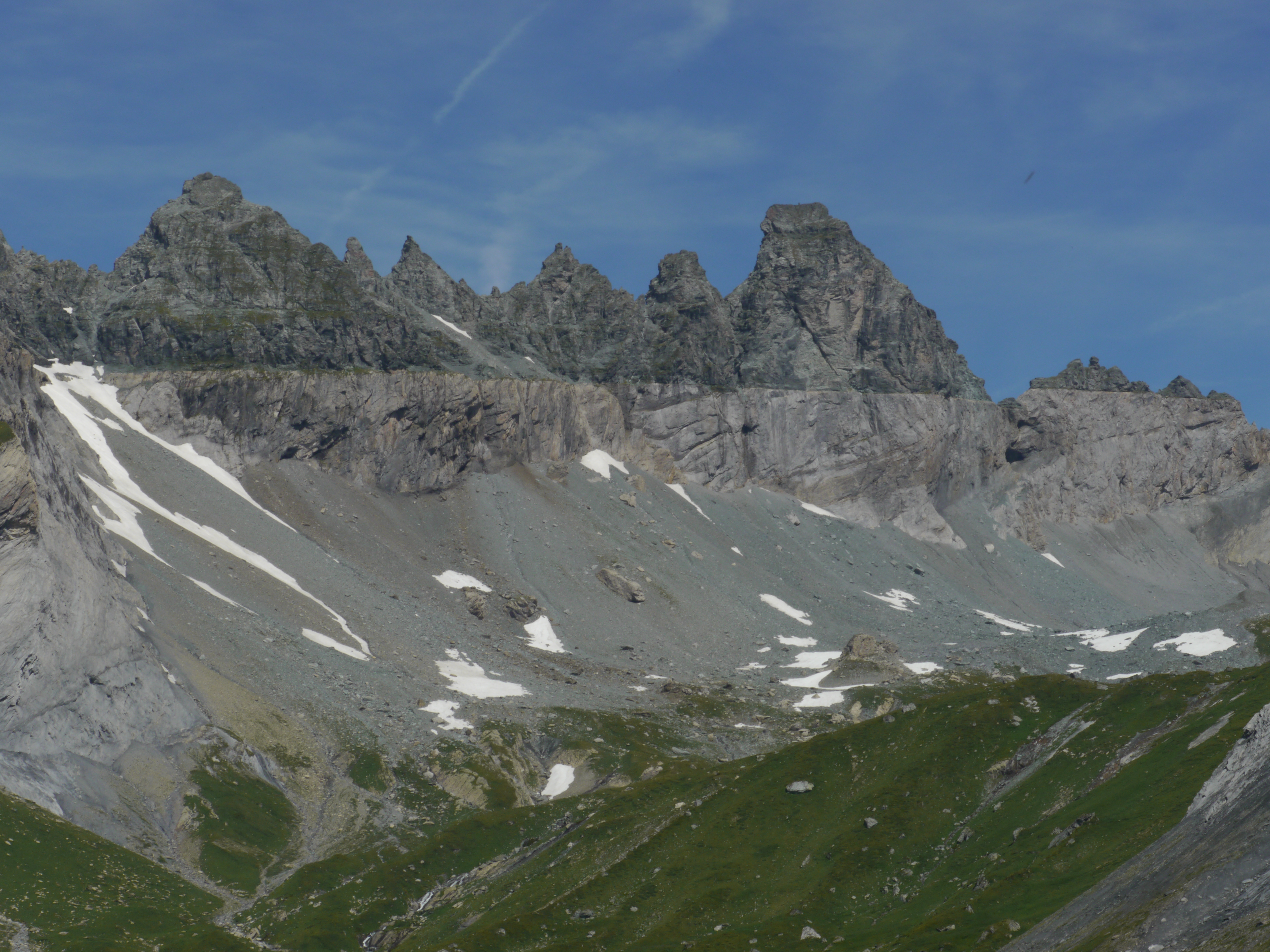
스위스의 글라루스 트러스트

스러스트 단층(Thrust fault), 또는 충상단층(衝上断層)은 단층의 종류 중 하나로 지구 지각에서 오래된 지층이 젊은 지층을 위로 뚫고 올라오는 단층을 의미한다. 겉으로 보기에는 한 지층이 다른 지층 위에 올라타 얹혀져 있는 것으로 보인다. 스러스트 단층은 대표적인 역단층 중 하나로, 단층 경사가 45도 이하이다. 스러스트 단층 중에서도 수렴 경계에 있는 스러스트 단층을 메가스러스트(Megathrust)라 하며, 이 곳에서 일어나는 지진을 메가스러스트 지진이라 한다.

## 기하학적 구조

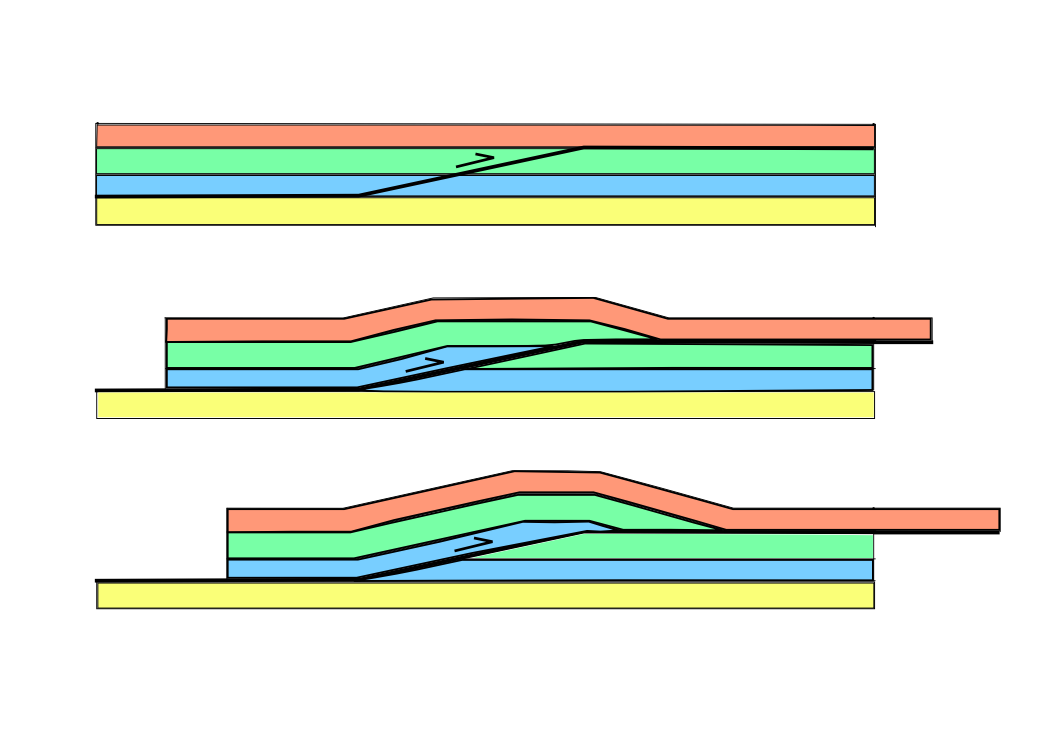
스러스트 단층의 생성 원리 중 하나인 '단층굴곡층'(fault-bend fold)이 일어나는 모습

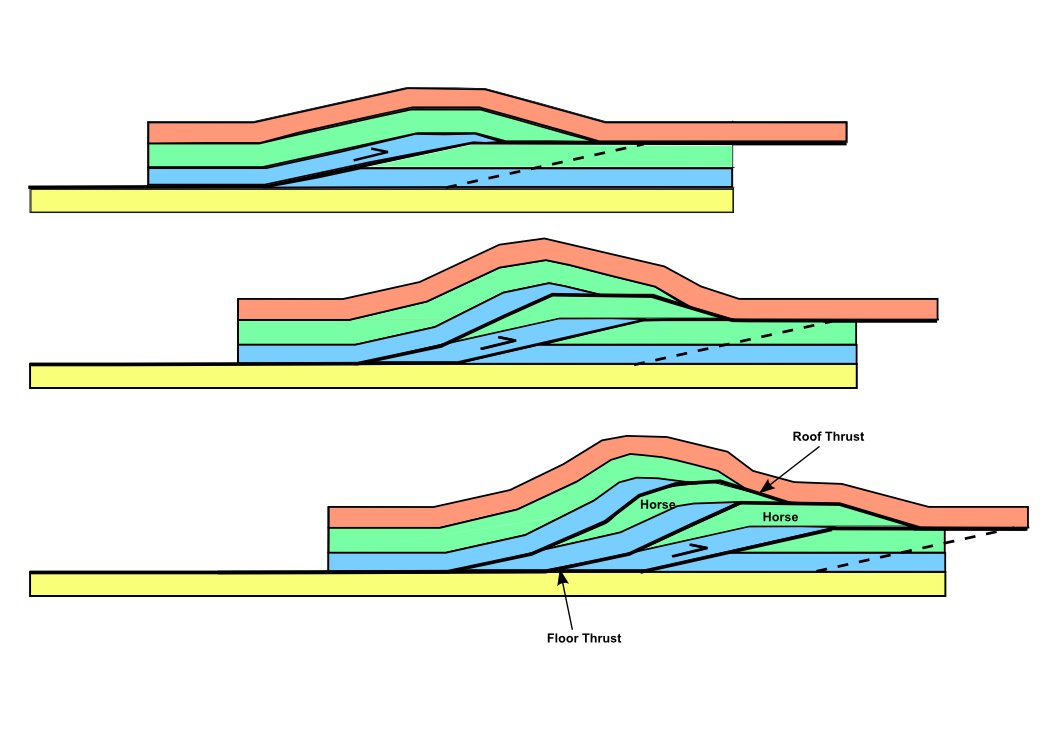
듀플렉스와 포로암 구조

스러스트 단층 또는 충상단층은 지각에 횡압력이 작용할 때 형성되며 주로 조산 운동이 활발한 지역에 비대칭 습곡과 함께 빈번히 관찰된다. 스러스트 단층은 오래된 암석을 더 젊은 암석의 위로 충상시키는데, 이때 이동된 상반의 오래된 암석들을 스러스트 판(Thrust Sheet, 스러스트 시트)이라 한다. 포로암(捕虜巖, Horse)은 스러스트 판이 상부와 하부 모두가 단층에 의해 둘러싸여 있는 것으로 이 포로암이 모여 있는 경우를 듀플렉스(Duplex)라 한다. 듀플렉스는 바닥 스러스트(Floor thrust)와 지붕 스러스트(Roof Thrust) 및 이들 사이의 인편상 스러스트(Imbricate thrust)들에 의해 사방이 둘러싸인 포로암들로 구성된다. 또한 스러스트 판들이 지붕의 기와장이 쌓여 있는 것과 같은 형태를 인편상구조(鱗片狀構造, Imbricate structure)라 한다.
보이어와 엘리엇(1982)은 스러스트 시스템을 인편팬(鱗片―, Imbricate Fan)과 듀플렉스(Duplex)로 구분하고, 스러스트 단층면의 경사와 판의 이동거리 등에 따라서 듀플렉스를 후방 경사 듀플렉스(Hinterland Dipping Duplex), 배사형 듀플렉스(Antiformal Stack), 전방 경사 듀플렉스(Foreland Dipping Duplex)로 구분하였다. 인편팬과 듀플렉스의 차이는, 인편팬은 여러 조의 스러스트 단층들이 바닥 스러스트로부터 갈라져 나와 단층 팁(tip; 끝부분)선을 형성하여 지붕 스러스트가 없지만, 듀플렉스는 상부에 지층에 평행한 지붕 스러스트가 존재한다. 또 인편팬은 하부에 후부 분절선만을 가지지만 듀플렉스는 인편팬과 달리 지붕 스러스트가 존재하기 때문에 전부 분절선(前部分節線, leading branch line)을 형성한다.

## 내프와 클리페
횡압력이 매우 크면 지반이 수평에 가까운 낮은 각도로 이동할 수 있다. 내프(Nappe)는 스러스트 단층이 발달한 지역에서 원래 위치보다 10 km 이상 이동한 지괴로서 이동 후 원래의 지층과 단절되어 독립적으로 분포한다. 클리페(klippe)는 내프 구조에서 스러스트의 상반이 하반으로 둘러싸여 나타나는 고립된 지형이다. 클리페는 스러스트 주변부에서 침식작용(erosion)이 하반의 심도까지 도달하여 발달하게 되며, 지질도 상에서 상반의 암체가 하반의 암체로 둘러싸여 있는 형태로 나타난다. 즉 층서적으로 더 오래된 암석이 스러스트 단층을 경계로 더 젊은 암석의 상위에 구조적으로 완전히 고립된 것이다.

## 대한민국의 충상단층

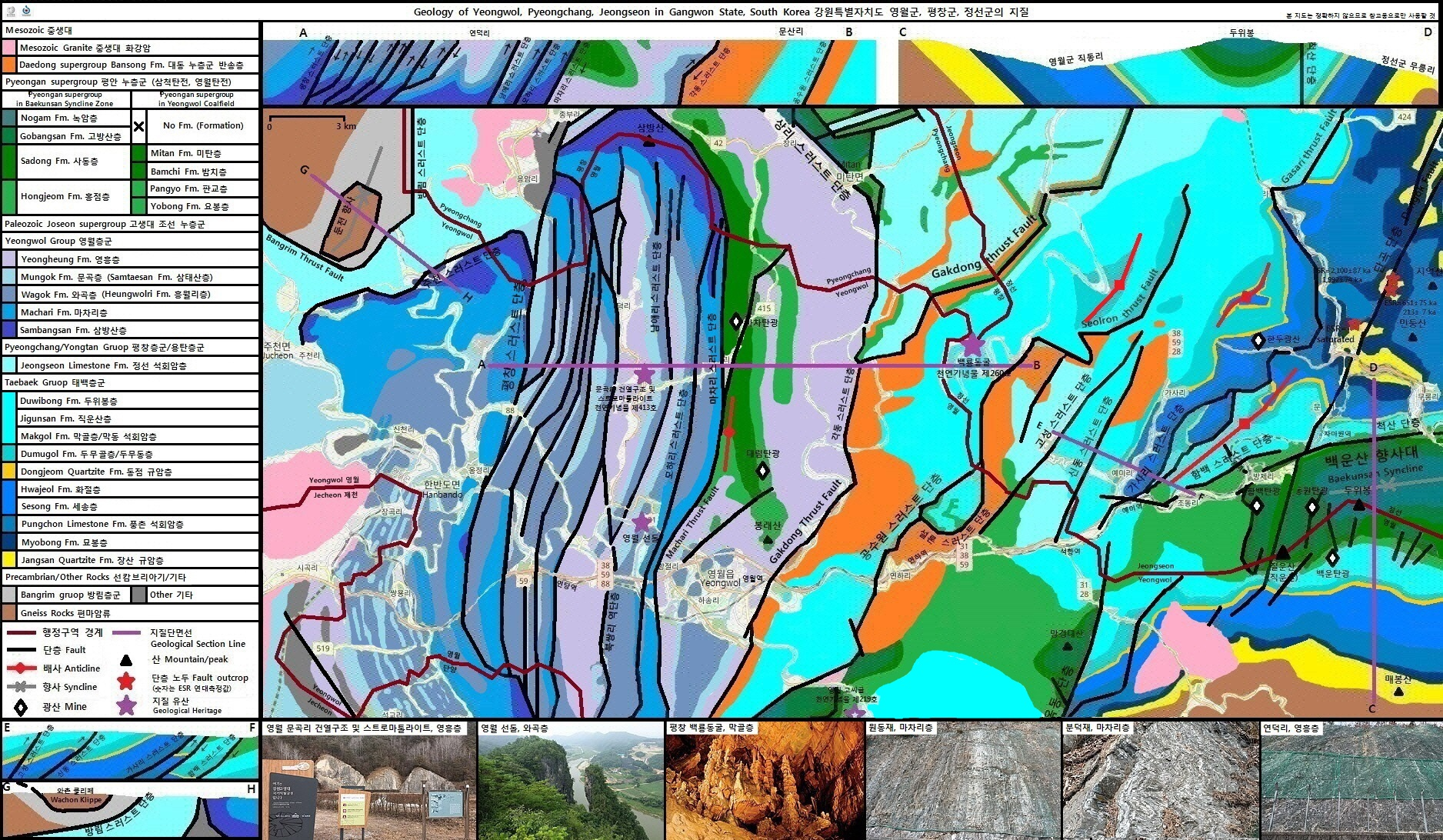
영월군의 지질과 영월 스러스트 시스템 (영월인편상구조대)의 지질 구조
일련의 스러스트 단층들에 의해 조선 누층군 영월층군이 여러 차례 반복되어 나타난다. 그림 좌상단에는 클리페 구조인 와촌 클리페가 나타난다.

강원도 영월군에는 영월 스러스트 시스템 또는 영월인편상구조대라 불리는 일련의 스러스트 단층들의 집합체가 발달한다. 이 지질 구조에는 평창, 마차리, 각동, 공수원 스러스트 단층 등 일련의 스러스트 단층들이 모여 있으며 이 단층들에 의해 조선 누층군 영월층군이 여러 차례 반복되어 나타난다. 영월인편상구조대 문서 참조.
경기도에서 북한강을 따라 발달하는 경강 단층은 가평군 일부 지역에서 스러스트 단층의 특성을 보인다. 각동 스러스트 단층은 조선 누층군 태백층군 및 영월층군과 영월군 및 단양군의 지질을 규제하는 중요한 지질 구조이다.
정선군에는 옥갑산 스러스트 단층, 가사리 스러스트 단층 등 많은 충상단층들이 발달하며 특히 북평면 남평리 지역에서는 오음봉, 남평, 배골, 샘골, 백운동 6개의 스러스트 단층들이 인편상 구조를 형성하고 있다.

## 같이 보기
- 단층
- 한국의 단층
- 영월인편상구조대
- 경강 단층
- 각동 스러스트 단층
- 글라루스 트러스트 - 스위스 알프스산맥
- 주전선 충상단층 - 히말라야산맥